# Platysenta luxuriosa
Platysenta luxuriosa là một loài bướm đêm trong họ Noctuidae.